# Mames
Os mames são um povo indígena das terras altas da Guatemala ocidental. 
Nos tempos pré-colombianos os mames estavam incluídos na civilização maia, e a língua mam, ainda hoje a primeira língua de muitos mames, pertence à família das línguas maias.
A capital pré-colombiana dos mames era Zaculeu. Muitos mames vivem na cidade moderna de Huehuetenango e arredores e a cidade de Quetzaltenango era originalmente mam. 
Muitos mais mames vivem em pequenos povoados nas montanhas, mantendo muitas das suas tradições.
1. 1 2 3 4  «Resultados Censo 2018» (PDF) (em espanhol). Instituto Nacional de Estadistica Guatemala. Consultado em 9 de maio de 2020
2. ↑  Comisión Nacional para el Desarrollo de los Pueblos Indígenas (CDI) «Mames de Chiapas». CDI. 2006. Consultado em 6 de fevereiro de 2009[ligação inativa]